# Hot (I Need to Be Loved, Loved, Loved)
Pour les articles homonymes, voir Hot.
Singles de James Brown
Superbad, Superslick Part I (en)
(1975) (I Love You) For Sentimental Reasons (en)
(1976)
Hot (I Need to Be Loved, Loved, Loved) est une chanson de James Brown parue en 1975 sur l'album Hot (en).
Elle est également éditée en single et se classe no 31 du classement soul aux États-Unis en janvier 1976.
Hot (I Need to Be Loved, Loved, Loved) reprend à l'identique le riff de guitare et le rythme de Fame, une chanson de David Bowie parue quelques mois auparavant. Le guitariste de Bowie, Carlos Alomar, qui a joué avec James Brown dans les années 1960, rapporte que Bowie aurait déclaré qu'il intenterait un procès pour plagiat si la chanson de Brown entrait dans les charts pop, ce qui n'a pas été le cas.